# Vita Żelakeviciute
Vita Żelakeviciute (ur. 20 kwietnia 1959 w Kownie) – polska scenarzystka, reżyserka, montażystka i producent filmów dokumentalnych, pedagog pochodzenia litewskiego.

## Praca zawodowa
Absolwentka wydziału filmologii moskiewskiego WGIK-u, a także wydziału Operatorskiego i Realizacji Telewizyjnej PWSFTviT w Łodzi. Autorka m.in. Patrz, Litwa (1997), Schizofrenii (2001), Po tamtej stronie (2007), Źródła (2008). Laureatka wielu nagród polskich (m.in. na Festiwalu Mediów Człowiek w Zagrożeniu czy Festiwalu Filmowym Watch Docs) oraz międzynarodowych. Wykłada na warsztatach międzynarodowych w Pekinie, Moskwie, Petersburgu, Kijowie, Stambule, także w Programie Dokumentalnym DOK PRO w Szkole Wajdy w Warszawie.
Ekspert Polskiego Instytutu Sztuki Filmowej w roku 2011, 2015, 2016.